# Dobradiça

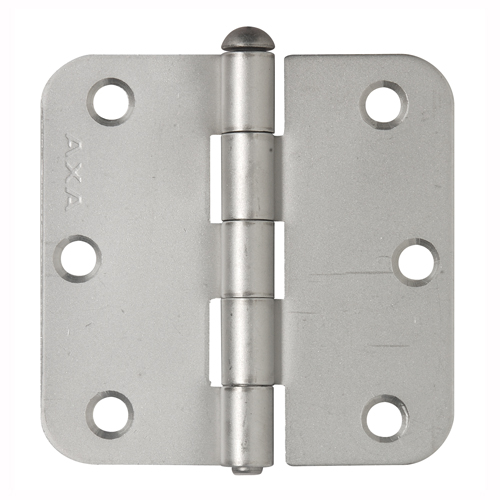
Dobradiça comum

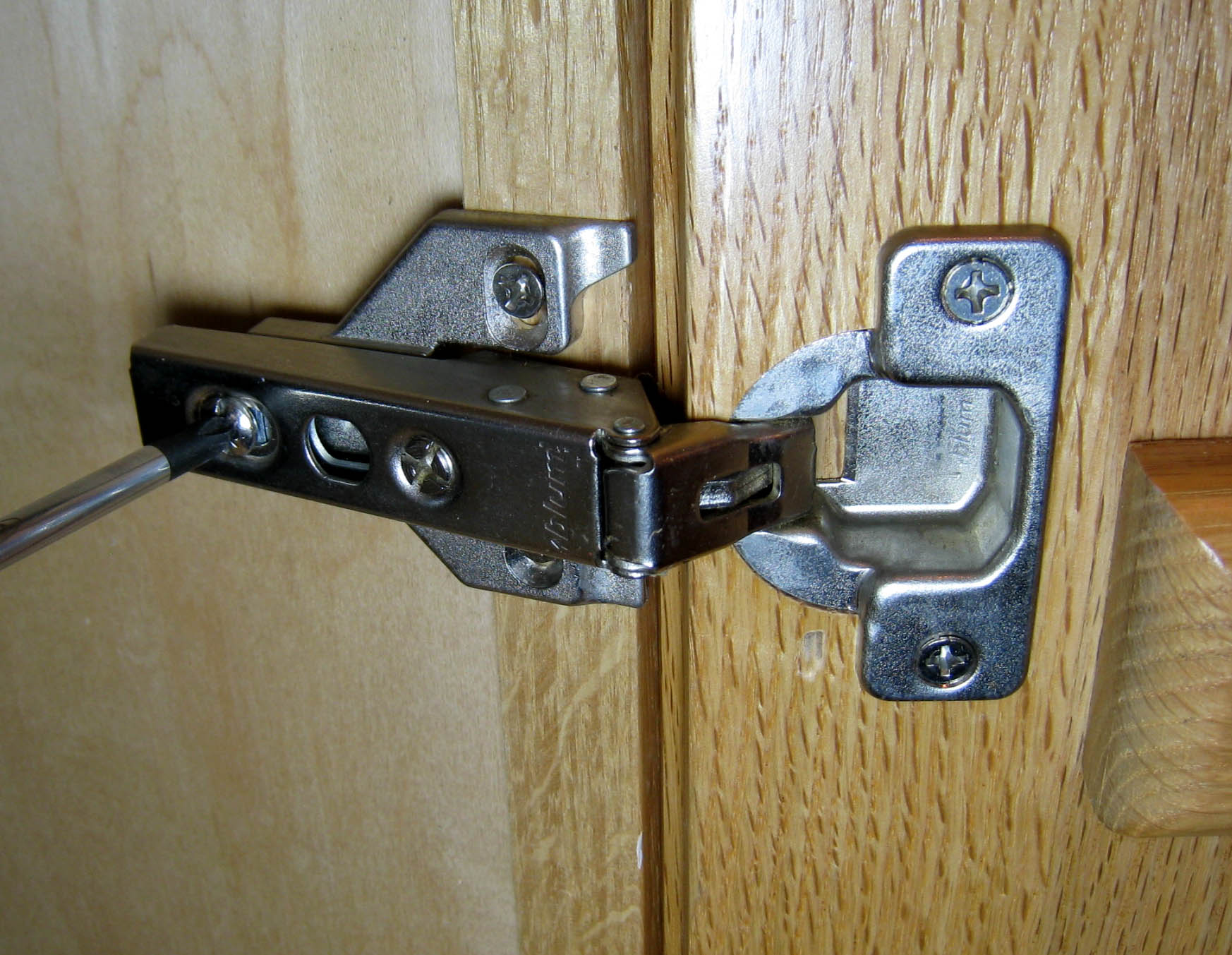
Dobradiça utilizada em armários

A dobradiça (português brasileiro) ou charneira (português europeu) é um dispositivo mecânico que conecta dois objetos, permitindo a articulação entre eles. As dobradiças costumam ser fabricadas em metal, normalmente aço ou latão, mas também plástico e alumínio, geralmente contendo duas peças, cada uma delas fixa a um objeto, ligadas por um eixo, que permitirá a articulação.
Os tipos mais utilizados em portas e janelas são:
- dobradiças comuns;
- contínuas, que funcionam no comprimento inteiro da porta;
- que giram no assoalho e no alto da porta (pivotantes);
- invisíveis, instaladas de forma embutida.

Podem ser fabricadas por usinagem ou fundição. Quanto à aplicação existem modelos adequados para portas ou compartimentos, embutidas ou sobrepostas, ficando a critério do projetista definir o uso. A fixação destes produtos varia de acordo com o modelo e/ou tecnologia aplicados, podendo ser soldada, rebitada, parafusada ou encaixada.
Alguns fatores são fundamentais antes de definir o tipo de dobradiça a ser utilizado, como o ambiente onde será aplicado, interno ou externo, e se existem agressividades de qualquer natureza que possam afetar o funcionamento adequado da dobradiça, implicando na escolha da melhor matéria-prima a ser utilizada na confecção da dobradiça. Deve-se considerar a quantidade ideal de dobradiças para suportar a carga do elemento a ser articulado. Outro fator preponderante é a estética e o design.

## História
Restos antigos de dobradiças de pedra, mármore, madeira e bronze foram encontrados. Alguns datam pelo menos do Egito Antigo, embora seja quase impossível identificar exatamente onde e quando as primeiras dobradiças foram usadas.
Na Roma Antiga, as dobradiças eram chamadas de cardō e davam nome à deusa Cardea e à rua principal Cardo. Este nome cardō vive figurativamente hoje como "a coisa principal (da qual algo gira ou depende)" em palavras como cardeal.

## Galeria

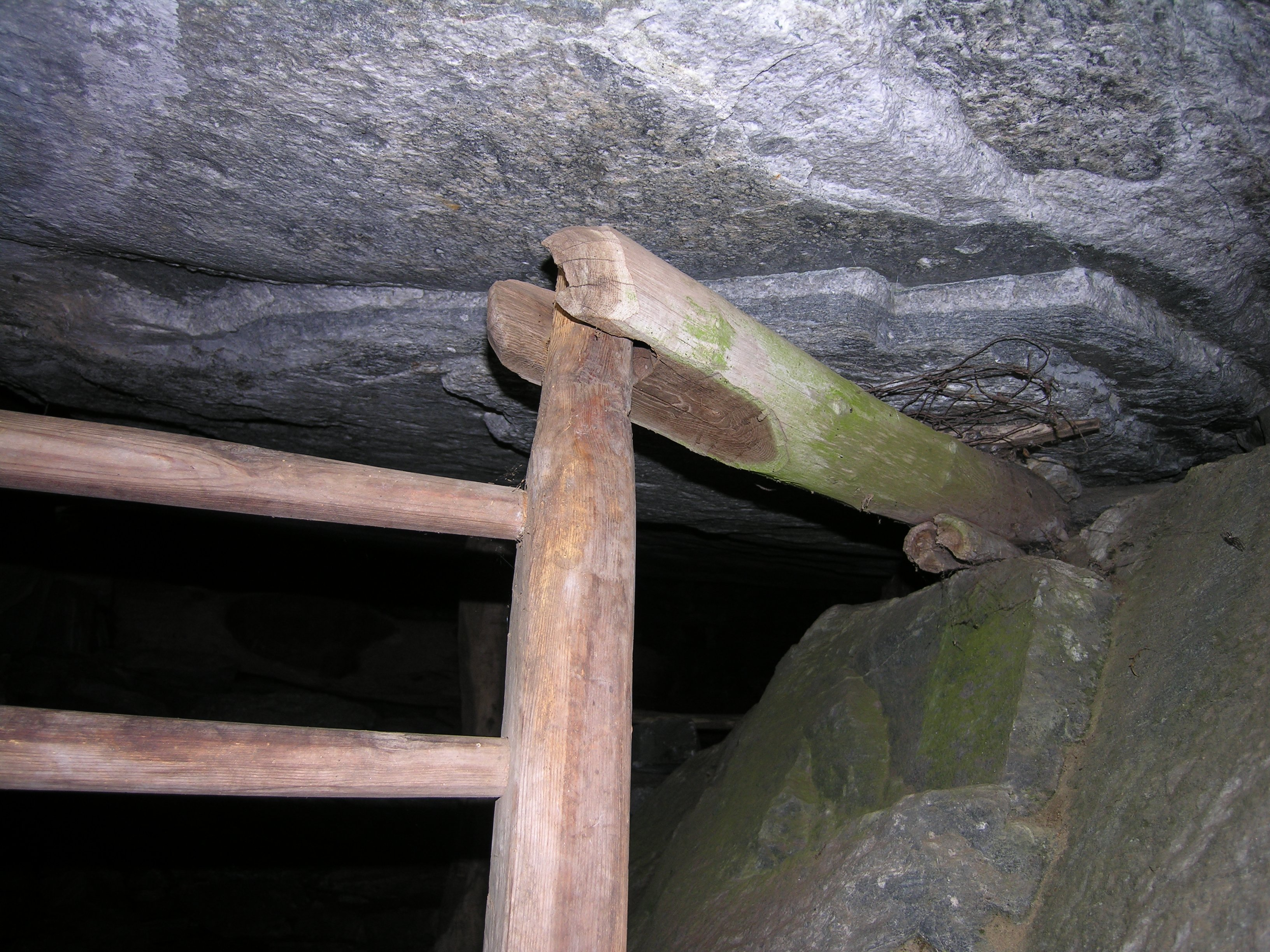
Antiga construção de dobradiças na parede de pedra seca perto de Bignasco.
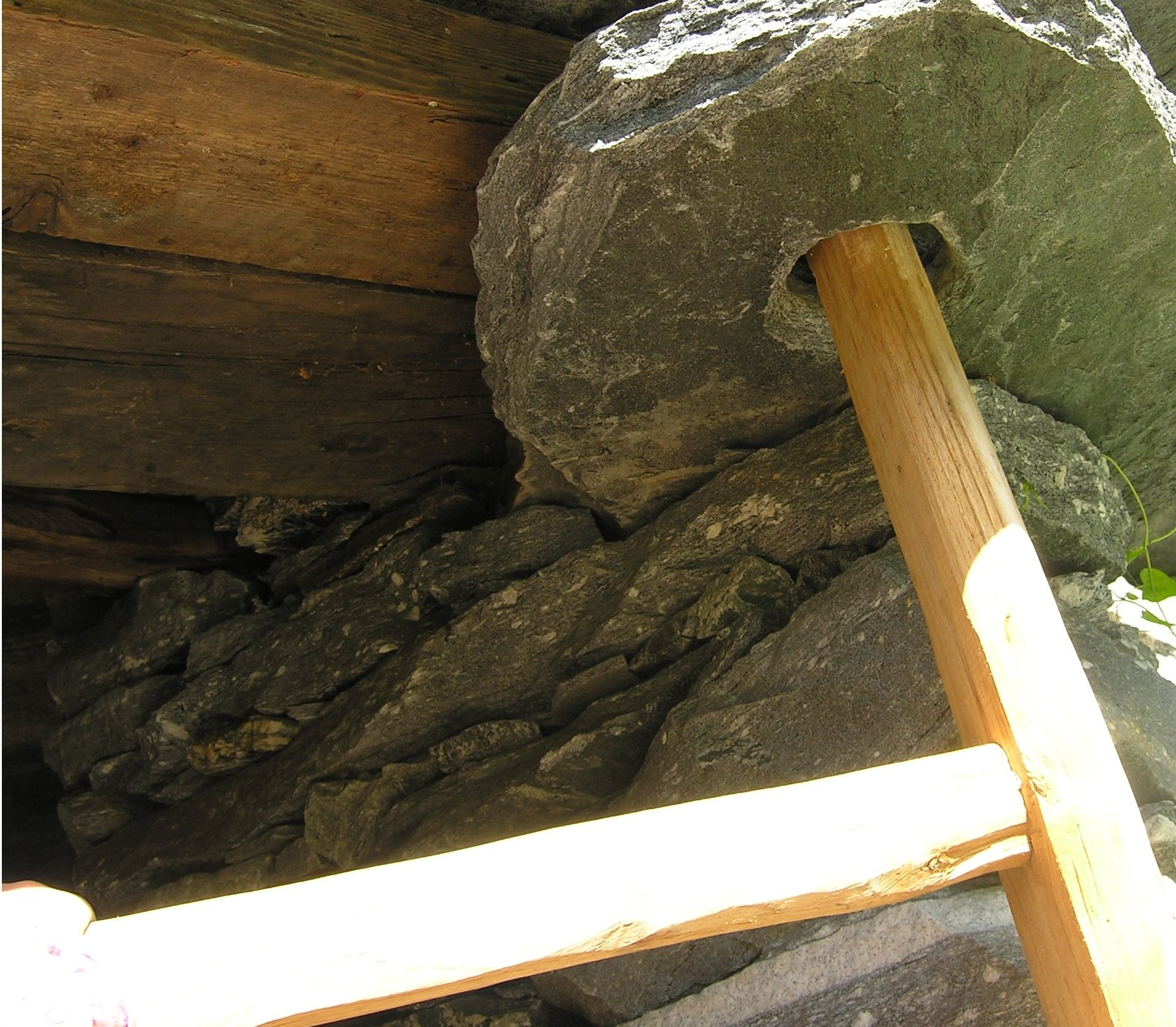
Dobradiças de pivô antigas, encontradas nos edifícios de pedra seca.
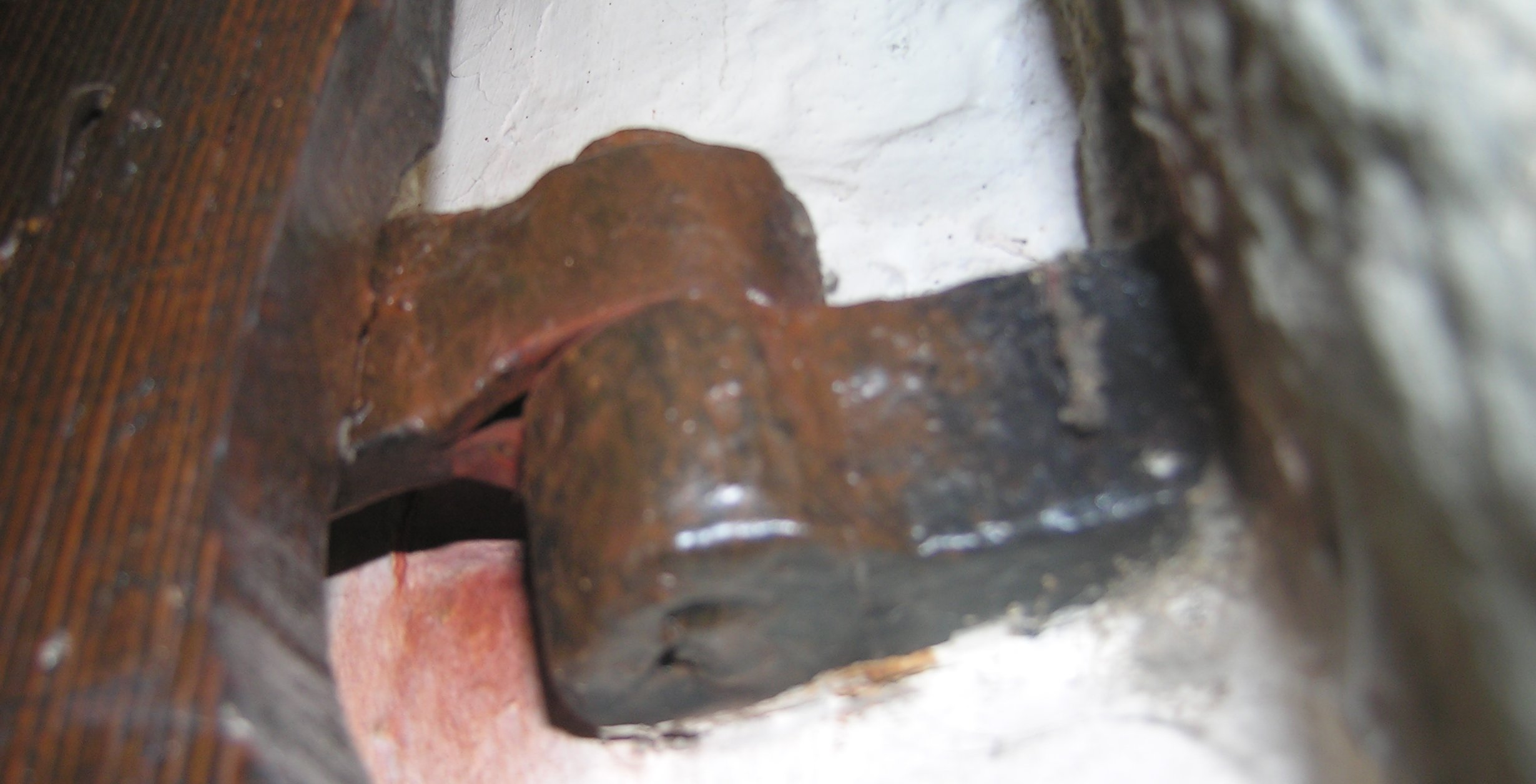
Uma dobradiça de barril feita de ferro forjado.
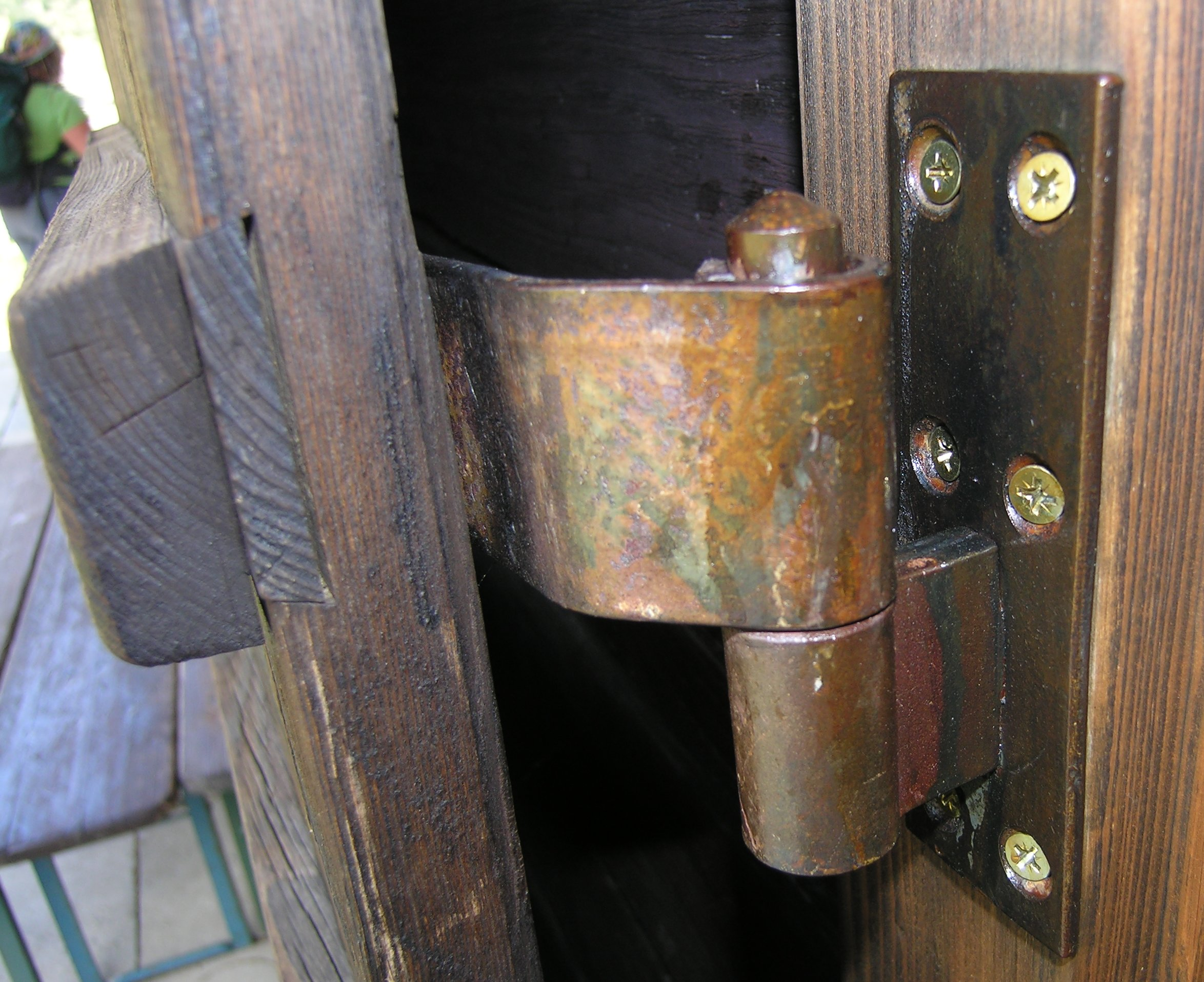
Uma dobradiça de barril feita de pulseira de bronze.
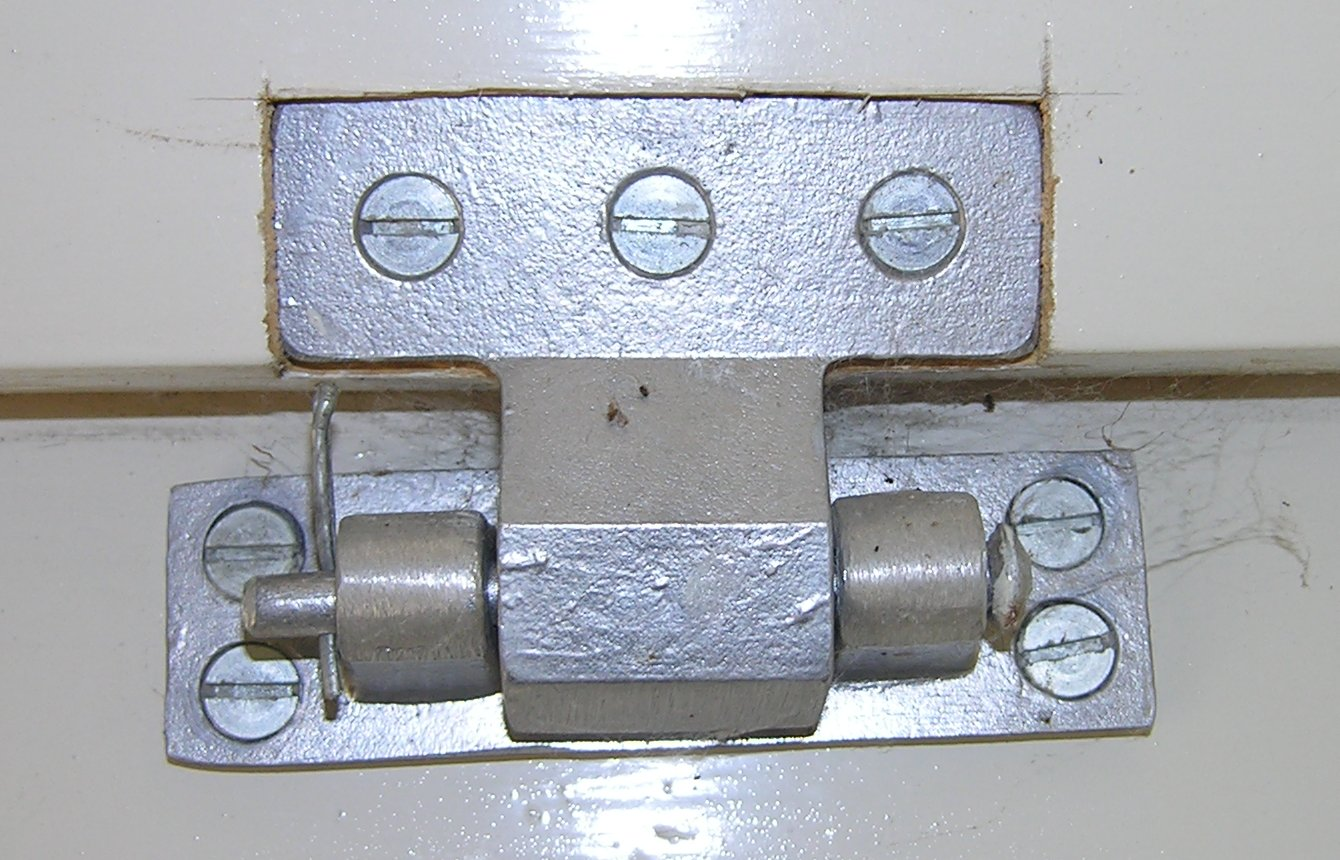
Aumentar o número de loops para 3 permite que o eixo da dobradiça de topo seja fixado em ambas as extremidades.
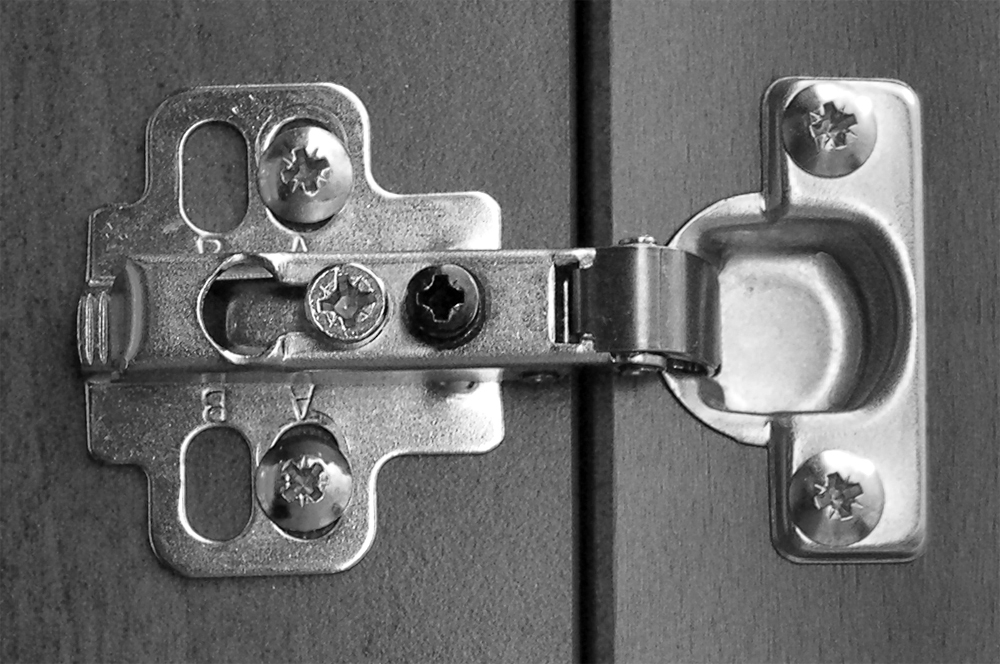
Porta em móveis com mola para travar a porta nas posições totalmente fechada e totalmente aberta. Ele se esconde completamente atrás da porta e tem ajuste para alinhamento fino. Permite que a porta abra mesmo quando encostada a uma parede.
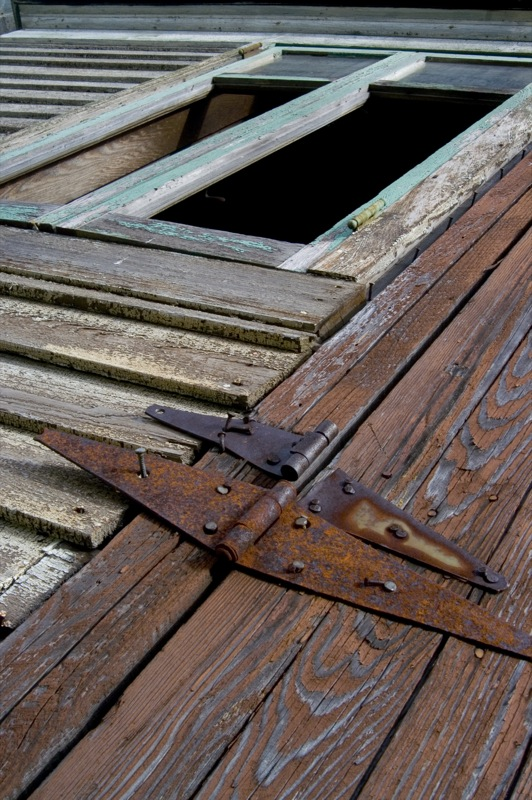
Dobradiças enferrujadas no exterior de um edifício.
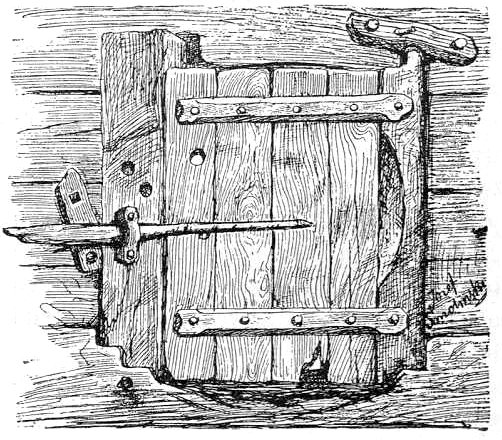
Esta porta se dobra no estilo e é chamada de porta suspensa por haar.
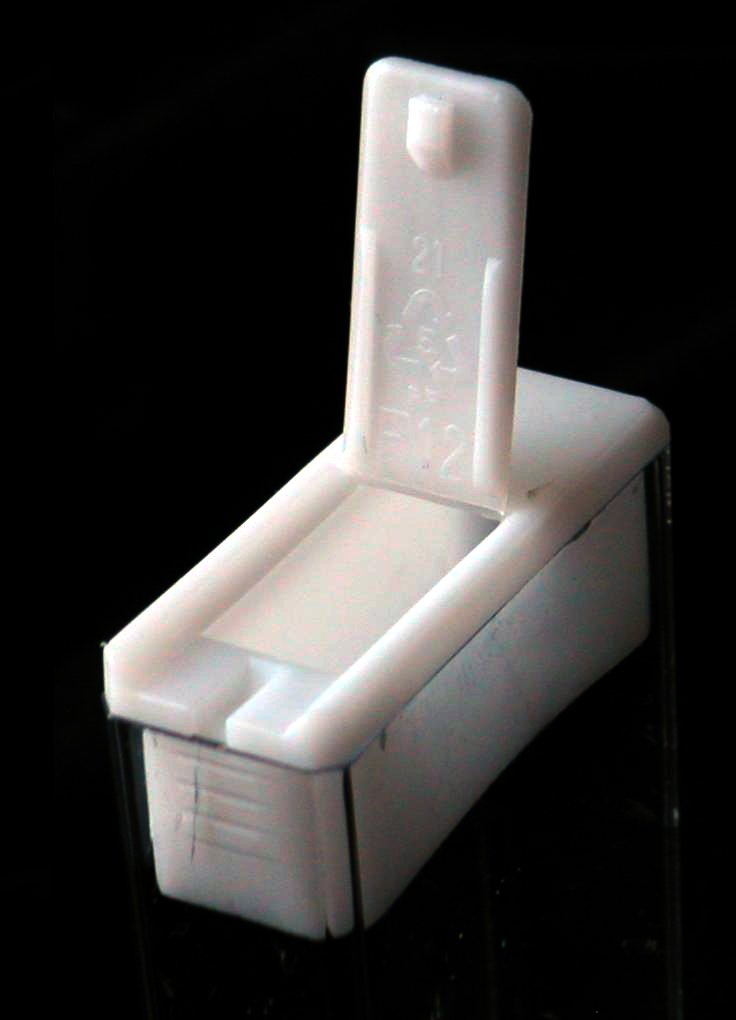
Uma dobradiça viva na tampa de uma caixa Tic Tac.
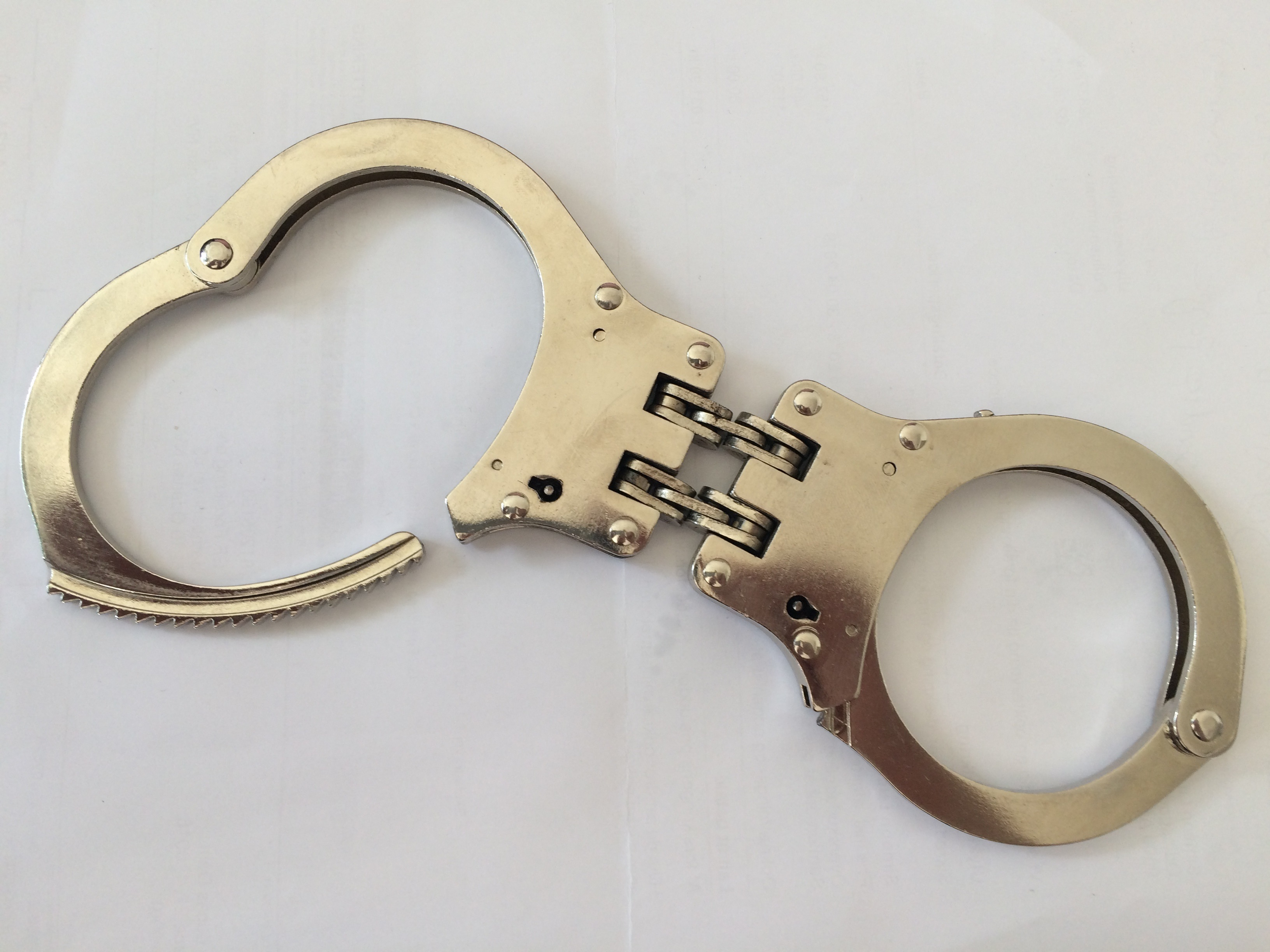
Algemas articuladas.
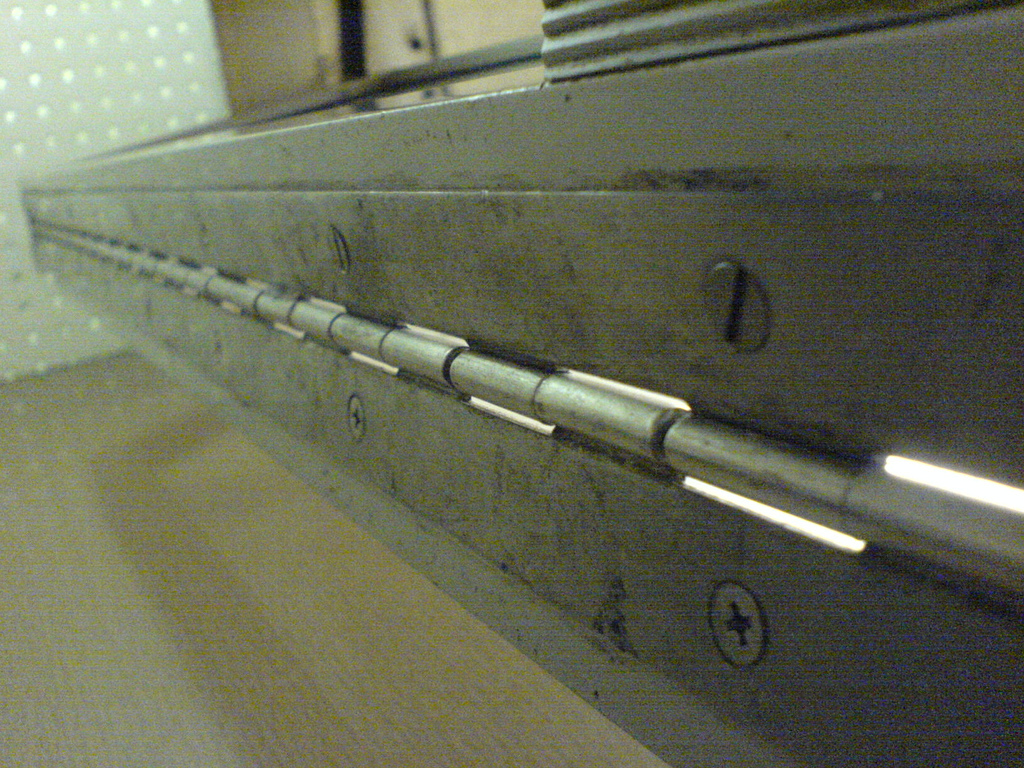
Uma dobradiça de piano.
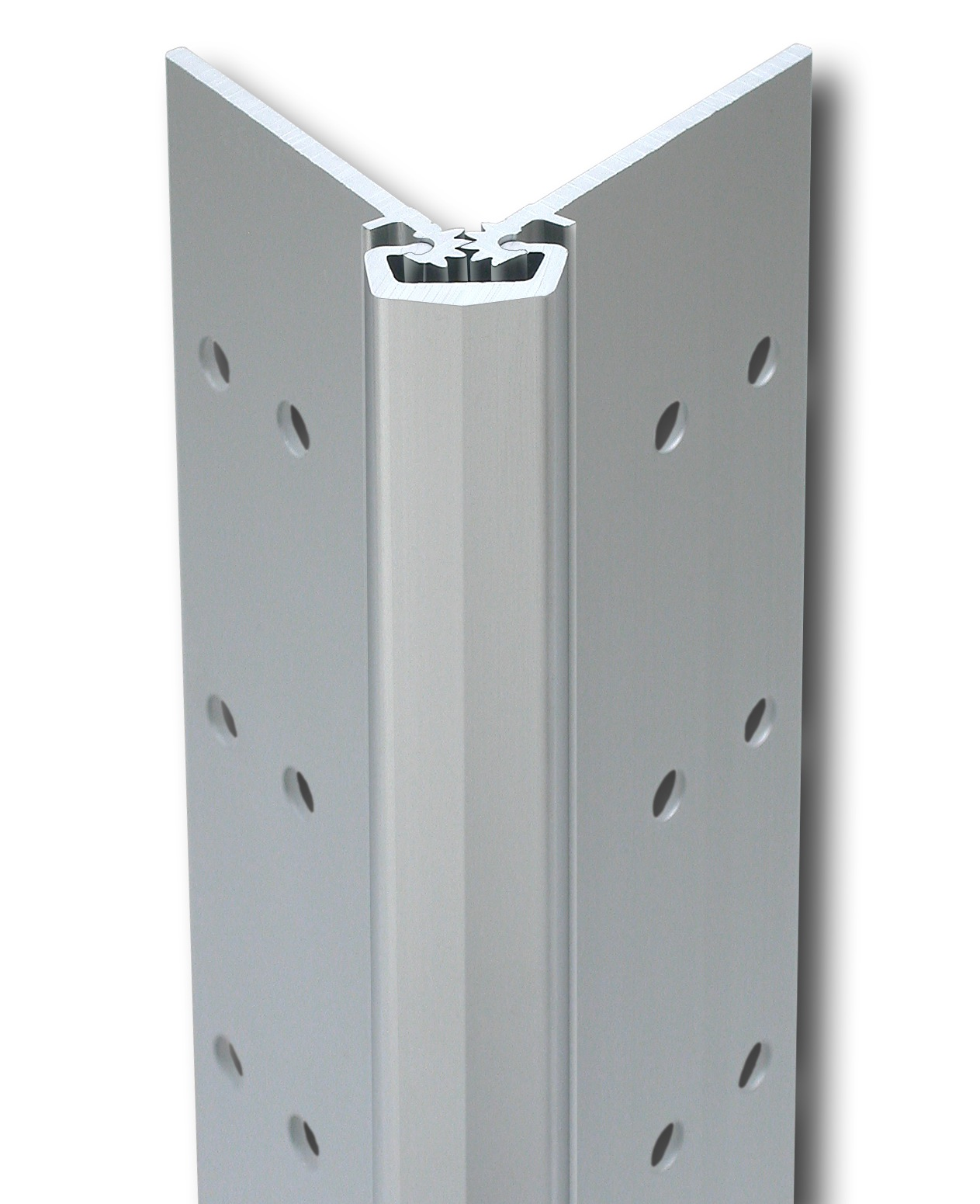
Uma dobradiça contínua.
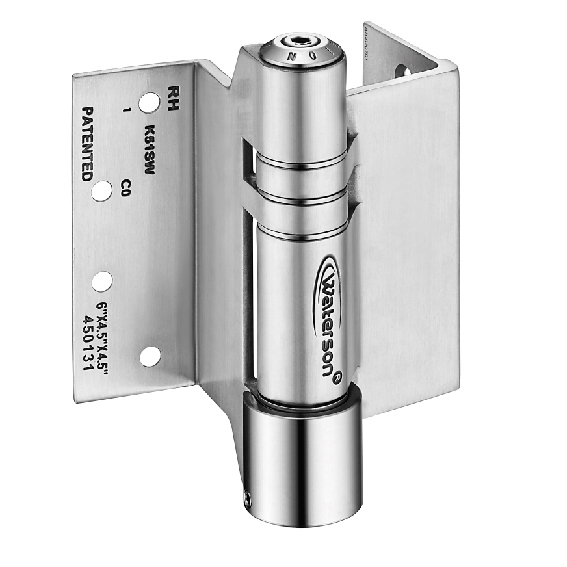
Dobradiça transparente giratória.
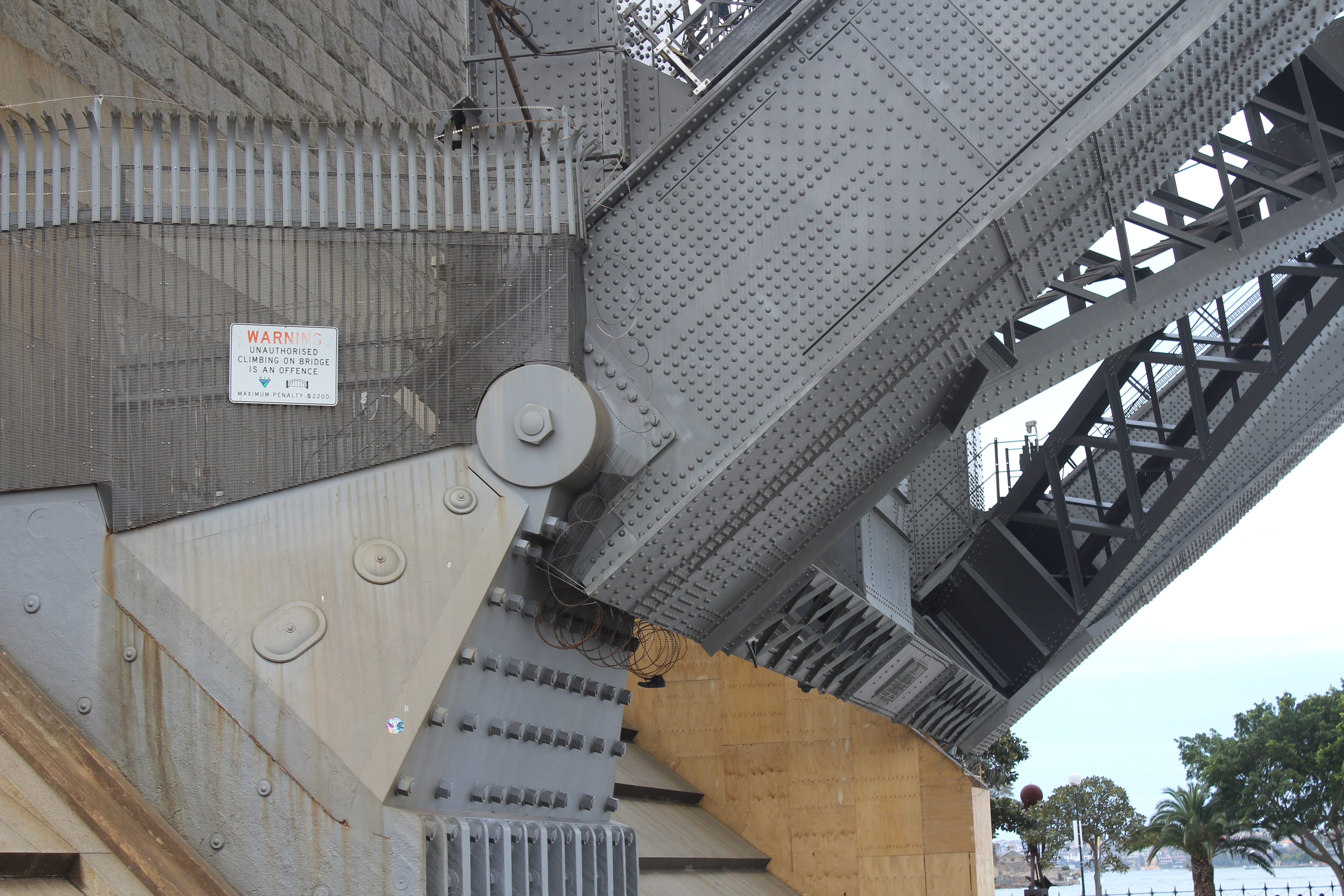
Dobradiça na Sydney Harbour Bridge. Foi usado durante a construção da ponte e agora acomoda a expansão e contração térmica da ponte.